# Protéine POU
Pour les articles homonymes, voir POU.
Une protéine POU (acronyme de Pit-1 Oct-1 Unc-86) est un facteur de transcription à homéodomaine dont il existe plusieurs types regroupés dans 6 classes. Les protéines POU de classe III, Brn 1, Brn2, Brn4 et Oct6, sont exprimées dans le système nerveux central en développement

## Interaction avec d'autres protéines
Les protéines POU peuvent s'associer avec les protéines de groupe B1 SOX. Les facteurs de transcription POU et SOX régulent généralement les gènes indépendamment les uns des autres.